# Fotja banyuda
La fotja banyuda, morell capellut 
o moretó de puput (Fulica cristata), és una espècie d'ocell gruïforme de la família Rallidae. Habita al sud de l'estat espanyol, al Marroc, est i sud d'Àfrica i Madagascar; no se'n coneixen subespècies.

## Característiques
És de color negre, bec celeste blanc i potes blavoses. Es diferencia de la fotja vulgar (Fulica atra) per presentar dues protuberàncies vermelloses a la part superior del bec, per ser més gran i de coll més allargat.

## Història natural
És un criador resident d'Africa i al sud-est d'Espanya als llacs d'aigua dolça i estanys. Construeix un niu de canyes seques vora l'aigua o flotant en ella. Pon entre tres i sis ous al mes d'abril, que incuba durant 25 dies. Té una alimentació principalment herbívora.

## Distribució i conservació
Manté dues grans poblacions arreu del món. La primera es troba al sud-est d'Àfrica, amb una població de més de 30.000 individus on no es considera amenaçada. Per altra banda, al mediterrani occidental la població no supera els 5.000 exemplars i l'espècie està catalogada com En Perill d'Extinció. Avui es troba en zones humides d'Andalusia, i gràcies a nombroses reintroduccions, també en podem trobar a la Marjal i Estany d'Almenara al (País Valencià), a s'Albufera de Mallorca i al Delta del Llobregat.